# Azorubina
Azorubina (E122) – organiczny związek chemiczny z grupy barwników azowych. Syntetyczny czerwony barwnik stosowany jako dodatek do żywności. Należy do tzw. szóstki z Southampton.
Dopuszczalne dzienne spożycie wynosi 4 mg/kg masy ciała.

## Zastosowanie
Związek ten jest dodawany do żywności, która wcześniej została poddana fermentacji, a następnie obróbce cieplnej. Spośród wielu takich produktów można wyróżnić: wyroby cukiernicze (np. serniki, rolady), budynie, galaretki, kisiele, cukierki, marcepan, dżemy, marmolady, konfitury, jogurty, wino i napoje.

## Zagrożenia
Wykazuje działania niepożądane charakterystyczne dla azozwiązków.
Według klasyfikacji Międzynarodowej Agencji Badania Raka nie jest prawdopodobnym, możliwym ani potwierdzonym czynnikiem rakotwórczym dla ludzi.